# Анђела Јовановић
Анђела Јовановић Дудаш (Београд, 21. септембар 1992) српска је глумица.

## Биографија
Анђела је рођена у Београду 21. септембра 1992. године. Завршила је музичку гимназију „Станковић“, студира глуму на Факултету драмских уметности у Београду у класи професора Драгана Петровића Пелета и асистента Милоша Биковића. Популарност и ширу пажњу јавности привукла је улогама у телевизијским серијама Мој рођак са села и Тотално нови талас. Њени родитељи Бранка Пујић и Драган Јовановић су глумци. Године 2019. се преселила у Лондон. Популарност у Србији стекла је и улогом кадеткиње Светлане Савић Цеце у ТВ серији Војна академија.
Удата је за спортисту Михаила Дудаша.У октобру 2024. године, пар је добио сина Луку.

## Филмографија
| Год.       | Назив                           | Улога                     |
| ---------- | ------------------------------- | ------------------------- |
| 2000-е     |                                 |                           |
| 2008—2010. | Мој рођак са села               | Виолета                   |
| 2009.      | Заувек млад                     | Посланикова ћерка         |
| 2010-е     |                                 |                           |
| 2010.      | Тотално нови талас              | Ивана                     |
| 2011.      | Здухач значи авантура           | Ивана                     |
| 2014.      | Доба Дунђерских                 | Ленка Дунђерски           |
| 2016.      | Некако з прољећа                | Невена Луковић            |
| 2016.      | Војна академија 3: Нови почетак | Светлана Савић „Цеца”     |
| 2016.      | Анестезија                      |                           |
| 2017—2020. | Војна академија (серија)        | Светлана Савић „Цеца”     |
| 2017.      | Живот по Москрију               | Даринка                   |
| 2018.      | Ургентни центар                 | Ева Срнић                 |
| 2019.      | Мамини синови                   | Организаторка             |
| 2019.      | Војна академија 5               | Светлана Савић „Цеца”     |
| 2019.      | Слатке муке                     | студенткиња               |
| 2019.      | Делиријум тременс               | Дагијева мајка            |
| 2019.      | Шмрк                            | Маја                      |
| 2019.      | Делиријум тременс (серија)      | Дагијева мајка            |
| 2019.      | Екипа                           | Здравкова девојка Анабела |
| 2019.      | Швиндлери                       | Софија                    |
| 2020-е     |                                 |                           |
| 2020.      | Луд, збуњен, нормалан           | Николина                  |
| 2020.      | Српски јунаци средњег века      | Јелена Балшић, млађа      |
| 2020.      | Мама и тата се играју рата      | Даница                    |
| 2021.      | Нечиста крв: Грех предака       | Ташана                    |
| 2021.      | Нечиста крв (серија)            | Ташана                    |
| 2021.      | Радио Милева (серија)           | Цока                      |
| 2021.      | Каљаве гуме (серија)            | Наташа                    |
| 2022.      | Чудне љубави (серија)           | Гоца                      |
| 2023.      | Изолација                       | Ниа                       |
| 2024.      | Воља синовљева                  |                           |
| 2024.      | Пукотина у леду                 | Невена                    |

## Позоришне представе
- Добродошли у Србију
- Ћелава певачица
- Кад су цветале тикве
- Хотел "Слободан промет"
- М.И.Р.А.